# Santa Fe Pads
Santa Fe 443, también conocido como Torre Santa Fe Pads o Torre Impulso, es un rascacielos residencial ubicado en Avenida Santa Fe nº443, Cruz Manca, en la alcaldía Cuajimalpa (Ciudad de México), en la colonia Cruz Manca de Ciudad de México. Mide 140 metros y tiene 37 pisos. Su construcción comenzó en el 2003 y finalizó en 2005.